# Scopula concolor
Scopula concolor là một loài bướm đêm trong họ Geometridae.